# 札幌市交通局

札幌市交通局標誌

札幌市交通局（日语：／ Sapporo-shi Kōtsūkyoku */?）是札幌市的公共交通事業部門，為地方公營企業。現在札幌市交通局運行有市營電車（有軌電車）和市營地下鐵（高速電車）。2004年3月之前，曾運行有札幌市營公車，但因虧損問題而退出公車事業，將其路線和車輛轉讓給私營公車公司。